# Affodil
Affodil (Asphodelus) is een geslacht van kruidachtige planten, die verspreid zijn over het Middellandse Zeegebied en het zuidwesten van Azië en behoren tot de affodilfamilie (Asphodelaceae)

## Kenmerken
Affodils zijn vaste planten die zich vermeerderen via een verdikte wortelstok of één of tweejarige planten met vezelige wortels. De loofbladeren zijn lang en smal en zijn in op de grond staande rozetten gerangschikt. 
De bloemen groeien in rechtopstaande trossen of pluimen. Bij Asphodelus albus en Asphodelus fistulosus zijn de stengels ongeveer 150 cm lang; Asphodelus ramosus kan tot bijna 2 meter hoog worden.
De drietallige bloemen zijn hermafrodiet en bestaan uit zes witte tot roze kroonbladeren. Het verschil met het verwante geslacht Asphodeline is dat de meeldraden gelijke lengtes hebben.

## Taxonomie
Aphodelus bestaat uit 17 soorten:
- Asphodelus acaulis Desf., komt voor in Marokko, Algerije en Tunesië;
- Asphodelus aestivus Brot., zuidwesten van het Iberisch Schiereiland;
- Asphodelus albus Mill., verspreid over vrijwel het gehele Europese Middellandse Zeegebied;
- Asphodelus ayardii Jahand. & Maire, alleen in het westen van het Middellandse Zeegebied;
- Asphodelus bakeri Breistr.;
- Asphodelus bento-rainhae P.Silva, midden van Portugal en aangrenzend Spanje;
- Asphodelus cerasiferus J.Gay, Spanje, zuiden van Frankrijk, Algerije, Marokko, Corica en Sardinië.
- Asphodelus fistulosus L., wijdverspreid in het Middellandse Zeegebied en op andere continenten geïntroduceerd door de mens;
- Asphodelus gracilis Braun-Blanq. & Maire, in het noorden van Marokko;
- Asphodelus lusitanicus Cout., in Portugal en Galicië;
- Asphodelus luteus L.
- Asphodelus macrocarpus Parl., Portugal, Spanje, zuiden van Frankrijk en Italië;
- Asphodelus ramosus L., verspreid over vrijwel het gehele Middellandse Zeegebied;
- Asphodelus refractus Boiss., in Noord-Afrika en op het Arabisch Schiereiland;
- Asphodelus roseus Humbert & Maire, zuiden van Spanje en noorden van Marokko;
- Asphodelus serotinus Wolley-Dod, op het westelijke en centrale deel van het Iberisch Schiereiland;
- Asphodelus tenuifolius Cav., Noord-Afrika, zuiden van Spanje, Griekenland en het westen van Azië tot in het noorden van India, door de mens geïntroduceerd in Australië;
- Asphodelus viscidulus Boiss., in de woestijngebieden van Noord-Afrika, van Algerije in het westen tot in het noordwestelijke deel van het Arabisch Schiereiland.

## Toepassingen
De gedroogde stengels worden in sommige gebieden wel gebruikt om manden van te vlechten.
In Italië worden de bladeren wel gebruikt om burrata, een jonge soort kaas, in te wikkelen. Zowel kaas als bladeren zijn hooguit een paar dagen houdbaar en wanneer de bladeren verwelkt zijn is duidelijk dat de kaas niet goed meer is. Op Sardinië wordt honing van de bloemen geproduceerd. In Puglia wordt een specerij bereid uit de knoppen, die gekookt en in olie bewaard worden.
Affodil werd door de Oude Grieken in verband gebracht met de doodsgodin Persephone, en geplant in de omgeving van begraafplaatsen. Griekse dichters als Homeros beschrijven een plek in de onderwereld, de affodilvelden, waar de zielen van "gewone" lieden na de dood verblijven. Het zaad van de plant wordt genoemd als voedsel van de doden.
... · 
Aloe (Aloë) · 
Asphodelus (Affodil) · 
Astroloba · 
Bulbine · 
Bulbinella · 
Chamaealoë · 
Chortolirion · 
Eremurus · 
Gasteria · 
Haworthia · 
Herpolirion · 
Jodrellia · 
Kniphofia · 
Lomatophyllum · 
Poellnitzia · 
Trachyandra · 
...